# Armorial des communes de l'Oise (Q-Z)
Cette page donne les armoiries (figures et blasonnements) des communes de l'Oise de Q à Z.
Autres:
- Armorial des communes de l'Oise (A-C)
- Armorial des communes de l'Oise-2 (D-H)
- Armorial des communes de l'Oise-3 (I-P)

3 dessin(s) en attente (voir : SSV)

## Q
Pas d'information pour les communes suivantes : Quesmy, Le Quesnel-Aubry, Quincampoix-Fleuzy, Quinquempoix (Oise)

## R
| Blason de Ravenel | Blason  | De gueules à une ravenelle au naturel.                                        |
| Blason de Ravenel | Détails | Armes parlantes. ravenel(le) Le statut officiel du blason reste à déterminer. |

| Blason de Reilly | Blason  | Écartelé d'argent au lévrier de sable et de gueules à l'étoile à 6 rais d'or. |
| Blason de Reilly | Détails | Le statut officiel du blason reste à déterminer.                              |

| Blason de Remy | Blason  | De sinople à la grande losange de gueules bordée d’or, chargée d’une quintefeuille du même, cantonnée de quatre merlettes d’argent, adossées deux à deux. |
| Blason de Remy | Détails | Le statut officiel du blason reste à déterminer. |

| Blason de Ressons-sur-Matz | Blason  | D'azur à une gerbe d'or.                         |
| Blason de Ressons-sur-Matz | Détails | Le statut officiel du blason reste à déterminer. |

| Blason de Rethondes | Blason  | De gueules à la crosse d’or senestrée d’une lance de tournoi du même portant à senestre un guidon d’argent chargé d’une aigle bicéphale de sable, le tout accosté de deux fleurs de lys d’or. |
| Blason de Rethondes | Détails | Le statut officiel du blason reste à déterminer. |

| Blason de Ribécourt-Dreslincourt | Blason  | Accolés: au premier d’azur à la fasce d’argent accompagnée en chef de trois étoiles d’or rangées en chef ; au second: parti d’azur à trois croisettes potencées d’argent, et de gueules à la vache aussi d’argent; le tout sommé d’un chef d’or chargé d'un château de sinople. |
| Blason de Ribécourt-Dreslincourt | Détails | Différences entre dessin et blasonnement : position des croix. Le statut officiel du blason reste à déterminer. |

| Blason de Ricquebourg | Blason  | Tiercé en pairle renversé: au 1er de gueules à la fleur de tussilage d'or, au 2e de sinople à la rose des jardins d'argent posée en bande, au 3e d'argent à trois fasces ondées d'azur et à la fleur de lis d'or brochant sur les fasces. |
| Blason de Ricquebourg | Détails | Le statut officiel du blason reste à déterminer. |

| Blason de Rieux | Blason  | Taillé d’or et d’azur.                           |
| Blason de Rieux | Détails | Le statut officiel du blason reste à déterminer. |

| Blason de Rivecourt | Blason  | Parti: au 1er de gueules à la hache d'armes d'argent, au 2e coupé au I d'azur à la divise ondée d'argent et au II d'or à l'arbre coupé de sinople. |
| Blason de Rivecourt | Détails | Le statut officiel du blason reste à déterminer.                                                                                                   |

| Blason de Roberval | Blason  | D’azur à trois rocs d’échiquier d’argent.        |
| Blason de Roberval | Détails | Le statut officiel du blason reste à déterminer. |

| Blason de Rocquemont | Blason  | D'azur au chevron d'argent accompagné en chef de deux fleurs de lys d'or et en pointe d'un tilleul du même. |
| Blason de Rocquemont | Détails | Présent sur le site de la commune.                                                                          |

| Blason de Rouvillers | Blason  | D'azur au huchet lié d'or, le pavillon à dextre; à la champagne d'argent chargée d'une tête de chien de gueules lampassée d'or. |
| Blason de Rouvillers | Détails | Le statut officiel du blason reste à déterminer.                                                                                |

| Blason de Royaucourt | Blason  | Parti: au 1er de sinople à l'agneau pascal couché d'argent tenant une croix haute d'or au guidon d'argent chargé d'une croisette de gueules, au 2e d'or à la volute de crosse de gueules; le tout sommé d'un chef d'azur chargé d'une couronne fermée d'or. |
| Blason de Royaucourt | Détails | Le statut officiel du blason reste à déterminer. |

Pas d'information pour les communes suivantes : Rainvillers, Rantigny, Raray, Réez-Fosse-Martin, Rémécourt, Rémérangles, Reuil-sur-Brêche, Rhuis, Rochy-Condé, Rocquencourt (Oise), Romescamps, Rosières (Oise), Rosoy (Oise), Rosoy-en-Multien, Rotangy, Rothois, Rousseloy, Rouville (Oise), Rouvres-en-Multien, Rouvroy-les-Merles, Roy-Boissy, Roye-sur-Matz, La Rue-Saint-Pierre (Oise), Rully (Oise) , Russy-Bémont

## S
| Blason de Saint-André-Farivillers | Blason  | D'azur semé de fraises d'or, chacune soutenue d'un croissant d'argent; au franc-canton d'azur à la coquille d'or accostée de deux pals d'argent. |
| Blason de Saint-André-Farivillers | Détails | Le statut officiel du blason reste à déterminer.                                                                                                 |

| Blason de Saint-Arnoult | Blason  | Écartelé en sautoir : aux 1er et 4e d'or plain, aux 2e et 3e de sinople à un fourquet de brasseur d'argent ; à la crosse de gueules brochant sur le tout. |
| Blason de Saint-Arnoult | Détails | Le statut officiel du blason reste à déterminer. |

| Blason de Saint-Aubin-sous-Erquery | Blason  | D'argent à la barre de sable.                    |
| Blason de Saint-Aubin-sous-Erquery | Détails | Le statut officiel du blason reste à déterminer. |

| Blason de Saint-Crepin-aux-Bois | Blason  | Parti: au 1er mi-parti de gueules à deux bars adossés d'or, allumés, oreillés, crêtés et lorrés du champ, accompagnés de quatre trèfles d'or ordonnés en croix, au 2e mi-parti d'or à la croix de gueules cantonnée de seize alérions d'azur, quatre dans chaque canton. |
| Blason de Saint-Crepin-aux-Bois | Détails | Différences entre dessin et blasonnement : couleur du bars. Le statut officiel du blason reste à déterminer. |

| Blason de Saint-Crépin-Ibouvillers | Blason  | D'argent au chevron de gueules accompagné de trois merlettes contournées de sable. |
| Blason de Saint-Crépin-Ibouvillers | Détails | Le statut officiel du blason reste à déterminer.                                   |

| Blason de Saint-Felix | Blason  | D’or au sautoir de gueules cantonné en chef d’une étoile d’azur et en pointe, d’un cœur enflammé aussi de gueules |
| Blason de Saint-Felix | Détails | Le statut officiel du blason reste à déterminer.                                                                  |

| Blason de Saint-Germain-la-Poterie | Blason  | De sinople au pal cousu de gueules accompagné, au canton senestre, d’une fleur de chardon tigée et feuillée de deux pièces du même, à la bande d’or brochant sur le tout, chargée de deux branches de houx feuillées de quatre pièces, fruitées de trois pièces de gueules. |
| Blason de Saint-Germain-la-Poterie | Détails | * Il y a là non-respect de la règle de contrariété des couleurs : ces armes sont fautives. Le statut officiel du blason reste à déterminer. |

| Blason de Saint-Germer-de-Fly | Blason  | Parti au premier d’argent à la hache de sable, au second de gueules à la crosse contournée d’or ; le tout sommé d’un chef d’azur chargé de trois fleurs de lys d’or. |
| Blason de Saint-Germer-de-Fly | Détails | Le statut officiel du blason reste à déterminer. |

| Blason de Saint-Jean-aux-Bois | Blason  | Parti au 1 d'azur à un lys d'or; au second coupé de gueules à une porte flanquée de deux tours d'argent et de sinople à un huchet contourné d'or. |
| Blason de Saint-Jean-aux-Bois | Détails | Conflit héraldique : du sable apparait sur le huchet. Le statut officiel du blason reste à déterminer.                                            |

| Blason de Saint-Just-en-Chaussée | Blason  | De gueules au chevron d'argent chargé d'un léopard de sable, accompagné en chef de deux fleurs de lys d'or et en pointe d'une gourde aussi d'argent. |
| Blason de Saint-Just-en-Chaussée | Détails | Le statut officiel du blason reste à déterminer. |

| Blason de Saint-Leu-d'Esserent | Blason  | Fascé d'argent et d'azur de six pieces, bordé de gueules. |
| Blason de Saint-Leu-d'Esserent | Détails | Le statut officiel du blason reste à déterminer.          |

| Blason de Saint-Martin-Longueau | Blason  | Parti au premier de gueules à l’épée basse d’or, posée en bande, tranchant une toge romaine d’argent, au second de sinople à la fleur de lys accompagnée, en chef d’un peigne de chanvrier et, en pointe, d’une cliquette de lépreux, le tout d’or, posé et rangé en barre ; le tout soutenu d’une rivière d'azur mouvant de la pointe. |
| Blason de Saint-Martin-Longueau | Détails | Le statut officiel du blason reste à déterminer. |

| Blason à dessiner | Blason  | Écartelé: au 1er de sable à une statuette de guerrier gaulois d'or; au 2e de sinople à un sanglier passant de sable*, défendu et allumé d'argent; au 3e de sinople à deux monnaies romaines de sable* rangées en bande; au 4e de sable à une branche de gui de sinople* et à un épi de blé tigé et feuillé d'or rangés en barre; à une voie romaine d'argent en pavés maçonnés d'azur, posée en fasce, mouvant des deux flancs et brochant sur la partition; sur le tout, écartelé aux 1 et 4 d'azur à trois fleurs de lis d'or et aux 2 et 3 d'argent à trois lions de gueules. |
| Blason à dessiner | Détails | * Il y a là non-respect de la règle de contrariété des couleurs : ces armes sont fautives (sable sur sinople, sinople sur sable). Adopté (date non déterminée), affiché sur la façade de la mairie. |

| Blason de Saint-Paul | Blason  | De gueules à un pot d’argent avec une anse du même à senestre, au chef cousu d’azur chargé de trois fleurs de lys d’or.                                                                                    |
| Blason de Saint-Paul | Détails | * Ces armes emploient le terme « cousu » dans le seul but de contrevenir à la règle de contrariété des couleurs : elles sont fautives : azur sur gueules. Le statut officiel du blason reste à déterminer. |

| Blason de Saint-Vaast-de-Longmont | Blason  | Écartelé: au 1er d'azur à la crosse contournée d'or, au 2e d'argent à l'ormelet [petit orme] arraché de gueules, au 3e d'argent à trois lionceaux de gueules, au 4e d'azur à trois fleurs de lis d'or. |
| Blason de Saint-Vaast-de-Longmont | Détails | Le statut officiel du blason reste à déterminer. |

| Blason de Saint-Vaast-lès-Mello | Blason  | Tiercé en fasce d'or, d'azur et d'argent, à la crosse contournée de gueules brochant sur le tout. |
| Blason de Saint-Vaast-lès-Mello | Détails | Adopté par le conseil municipal le 15/12/2023                                                     |

| Blason de Sainte-Geneviève | Blason  | Écartelé, au 1) d'azur à Sainte Geneviève de face tenant un cierge de sa senestre, le tout d’argent, au 2) de sinople à l'épi de blé d'or, au 3) de sinople au silex d'argent, au 4) d'azur à l'éventail d'or et d’argent, sur le tout une croix du même. |
| Blason de Sainte-Geneviève | Détails | Le statut officiel du blason reste à déterminer. |

| Blason de Salency | Blason  | Parti au premier d’argent à la crosse d’évêque d’or, au second d’azur au collier en anneau de trente-deux perles d’argent accompagné de deux fleurs de lys d’or, l’une en chef, l’autre en pointe. |
| Blason de Salency | Détails | * Il y a là non-respect de la règle de contrariété des couleurs : ces armes sont fautives (Or sur Argent). Le statut officiel du blason reste à déterminer.                                        |

| Blason de Sarcus | Blason  | De gueules au sautoir d’argent cantonné de quatre merlettes du même. |
| Blason de Sarcus | Détails | Le statut officiel du blason reste à déterminer.                     |

| Blason de Le Saulchoy | Blason  | Tiercé en pairle renversé: au 1er de sinople à la volute de crosse d'or, au 2e d'argent à trois lionceaux de gueules, au 3e d'or au saule pleureur de sinople. |
| Blason de Le Saulchoy | Détails | Armes parlantes. (saule) Le statut officiel du blason reste à déterminer.                                                                                      |

| Blason de Savignies | Blason  | D’argent aux trois fasces de sable surmontées de trois merlettes du même rangées en chef |
| Blason de Savignies | Détails | Le statut officiel du blason reste à déterminer.                                         |

| Blason à dessiner | Blason  | Tranché : 1) De gueules à un château du lieu d'argent environné d'un arbre du même 2) D'argent à une rivière d'azur coulant en barre sur laquelle vogue un barque d'argent, la voile repliée, la berge plantée d'arbres d'argent. |
| Blason à dessiner | Détails | Présent sur le site de la commune depuis au moins 2017. |

| Blason de Senlis | Blason  | De gueules au pal d'or.                          |
| Blason de Senlis | Détails | Le statut officiel du blason reste à déterminer. |

| Blason de Senots | Blason  | Parti : au premier d’argent à la croix de gueules chargée d’un cœur d’or, au second burelé d’argent et de gueules de dix pièces ; à la vergette ondée d’azur brochant sur la partition ; au lion de sable armé, lampassé et couronné de gueules, brochant sur le burelé et sur la vergette. |
| Blason de Senots | Détails | Le statut officiel du blason reste à déterminer. |

| Blason de Serans | Blason  | D’hermine au franc-quartier d’azur chargé de trois fermaux d’or. |
| Blason de Serans | Détails | Le statut officiel du blason reste à déterminer.                 |

| Blason de Sérifontaine | Blason  | D'or à la bande d'azur papelonnée d'or entre-semé de trèfles renversés du même, accompagnée de deux merlettes de sable. |
| Blason de Sérifontaine | Détails | Le statut officiel du blason reste à déterminer.                                                                        |

| Blason de Sermaize | Blason  | De sinople à une quintefeuille d'or accompagnée de cinq feuilles d'arbre du même en orle; au chef d'argent chargé de l'inscription SERMAIZE en capitales de sable. |
| Blason de Sermaize | Détails | Créé par JF Binon. Site Internet de la commune, 2025. |

| Blason de Silly-Tillard | Blason  | D’or à la croix ancrée d’azur accompagnée de trois maillets renversés de sable. |
| Blason de Silly-Tillard | Détails | Le statut officiel du blason reste à déterminer.                                |

| Blason de Songeons | Blason  | D'azur à trois fleurs de pensées, tigées et feuillées au naturel, accompagnées de la lettre capitale S d'or au point d'honneur.             |
| Blason de Songeons | Détails | Armes parlantes. (le nom de la ville, Songeons, est à rapprocher des pensées représentées) Le statut officiel du blason reste à déterminer. |

| Blason de Suzoy | Blason  | Parti : au premier d’argent à la crosse d’évêque soudée d’or, au second coupé au I d’azur à la croix de guerre 1914-1918 (mouvant du chef), et au II d’or au bouquet de trois cerises de gueules tigées et feuillées d’une pièce de sinople à senestre. |
| Blason de Suzoy | Détails | * Il y a là non-respect de la règle de contrariété des couleurs : ces armes sont fautives (or sur argent). Conflit héraldique : le blason montre le bouquet de cerises feuillé de deux pièces. Le statut officiel du blason reste à déterminer.         |

Pas d'information pour les communes suivantes : Sacy-le-Grand, Sacy-le-Petit, Sains-Morainvillers, Saint-Aubin-en-Bray, Saint-Deniscourt, Saint-Étienne-Roilaye, Saintines, Saint-Léger-aux-Bois (Oise), Saint-Léger-en-Bray, Saint-Martin-aux-Bois, Saint-Martin-le-Nœud , Saint-Maximin (Oise), Saint-Omer-en-Chaussée, Saint-Pierre-es-Champs, Saint-Pierre-lès-Bitry, Saint-Quentin-des-Prés, Saint-Remy-en-l'Eau, Saint-Samson-la-Poterie, Saint-Sauveur (Oise) , Saint-Sulpice (Oise), Saint-Thibault (Oise), Saint-Valery, Sainte-Eusoye, Sarnois, Senantes (Oise), Sérévillers, Séry-Magneval, Silly-le-Long, Solente, Sommereux, Sully (Oise)

## T
| Blason de Talmontiers | Blason  | D'argent au chef-pal d'azur chargé sur le chef d'une clé en fasce d'or et sur le pal d'une épée basse du même, accosté de deux lions affrontés de gueules. |
| Blason de Talmontiers | Détails | Le statut officiel du blason reste à déterminer. |

| Blason de Tartigny | Blason  | De gueules à la foi d’argent issant de deux nuées du même mouvant des flancs, soutenant trois épis de blé d’or, deux passés en sautoir et le troisième posé en pal. |
| Blason de Tartigny | Détails | Le statut officiel du blason reste à déterminer. |

| Blason de Thibivillers | Blason  | Taillé: au 1e de gueules au filet en croix alésé d'argent cantonné de quatre oiseaux du même, au 2e d'azur au lion d'argent; au filet en barre d'argent brochant sur la partition. |
| Blason de Thibivillers | Détails | Le statut officiel du blason reste à déterminer. |

| Blason de Thiers-sur-Thève | Blason  | Tiercé en pairle : au 1er de gueules au château donjonné ruiné d’argent, maçonné de sable, ouvert et ajouré du champ, au 2nd d’or à l’arbre au naturel posé sur une champagne ondée d’azur chargé de trois burelles ondées d’argent, au 3ème d’argent à la cognée de sable senestrée d’une scie passe-partout du même posée en pal |
| Blason de Thiers-sur-Thève | Détails | Le statut officiel du blason reste à déterminer. |

| Blason de Thourotte | Blason  | D’or au lion de sable lampassé de gueules.       |
| Blason de Thourotte | Détails | Le statut officiel du blason reste à déterminer. |

| Blason de Thury-en-Valois | Blason  | Divisé en chevron : au 1er de gueules chargé à dextre d'une gerbe d'or et à senestre d'un rais d'escarboucle fleurdelisé du même, au 2d de sinople à saint Martin à cheval d'argent ; à la champagne d'argent chargée d'un tau d'azur et d'une fleur de lys d'or brochant sur le fût du tau. |
| Blason de Thury-en-Valois | Détails | Le statut officiel du blason reste à déterminer. |

| Blason de Thury-sous-Clermont | Blason  | D’or a la fasce d’azur accompagnée de six étoiles du même, trois rangées en chef et trois rangées en pointe. |
| Blason de Thury-sous-Clermont | Détails | Le statut officiel du blason reste à déterminer.                                                             |

| Blason de Tillé | Blason  | Bandé de gueules et d'or, un lion passant chargeant la première bande d'or. |
| Blason de Tillé | Détails | Le statut officiel du blason reste à déterminer.                            |

| Blason de Tracy-le-Mont | Blason  | Écartelé: aux 1) et 4) d'or à trois pals alésés de sinople, de taille croissante de dextre à senestre dans le 1er et décroissante dans le 4e, aux 2e et 3e d'or au cœur de sinople. |
| Blason de Tracy-le-Mont | Détails | Le statut officiel du blason reste à déterminer. |

| Blason de Tracy-le-Val | Blason  | Parti : au 1er d'azur au lion d'argent, au 2e de sinople à saint Sébastien martyr contourné d'argent ; le tout sommé d'un chef de gueules à la croix d'argent. |
| Blason de Tracy-le-Val | Détails | Le statut officiel du blason reste à déterminer. |

| Blason de Tricot | Blason  | D’or à trois coqs de gueules. |
| Blason de Tricot | Détails | Armes parlantes. (Tricot est à rapprocher de "tri coqs", le blason représentant trois coqs). Le statut officiel du blason reste à déterminer. |

| Blason de Trie-Château | Blason  | D'or à la bande d'azur.                          |
| Blason de Trie-Château | Détails | Le statut officiel du blason reste à déterminer. |

| Blason de Trie-la-Ville | Blason  | Parti: au 1er d'or à la bande d'azur, au 2e fascé d'argent et de gueules; sur le tout, d'azur à la crosse d'or accostée des lettres G et F du même. |
| Blason de Trie-la-Ville | Détails | Le statut officiel du blason reste à déterminer. |

| Blason de Troissereux | Blason  | D'azur à la fasce ondée d'argent accompagné en chef d'une rose d'or boutonnée de gueules accostée de deux fleurs de lys aussi d'or, et en pointe de trois gerbes aussi d'or rangées en fasce. |
| Blason de Troissereux | Détails | Le statut officiel du blason reste à déterminer. |

| Blason de Troussencourt | Blason  | D'argent à trois ombres de jumelles; au franc-quartier senestre du champ brochant, chargé de trois ombres d'étoile de six rais. |
| Blason de Troussencourt | Détails | Le statut officiel du blason reste à déterminer.                                                                                |

| Blason de Trosly-Breuil | Blason  | De sinople à quatre crosses d'or rangées en fasce, celle de dextre avec son vélum, les trois de senestre contournées, les deux du milieu abaissées et surmontées d'une couronne à l'antique du même. |
| Blason de Trosly-Breuil | Détails | Le statut officiel du blason reste à déterminer. |

| Blason de Troussures | Blason  | De gueules à la fasce d’argent chargée de trois merlettes de sable. |
| Blason de Troussures | Détails | Le statut officiel du blason reste à déterminer.                    |

| Blason de Trumilly | Blason  | D'or à trois trèfles de sinople.                 |
| Blason de Trumilly | Détails | Le statut officiel du blason reste à déterminer. |

Pas d'information pour les communes suivantes : Therdonne, Thérines, Thiescourt, Thieuloy-Saint-Antoine, Thieux (Oise) , Thiverny, Tourly

## U
Pas d'information pour les communes suivantes : Ully-Saint-Georges

## V
| Blason à dessiner | Blason  | De sinople à la pile d'or, alésée en pointe, bordée de gueules, chargée d'un arbre au naturel, adextrée d'une tablette rectangulaire d'or, posée en pal et chargée de quatre boutons de nacre d'or cerclés de sinople, rangés en pal de tailles décroissantes du chef vers la pointe et percés de sable, senestrée de deux clés d'or passées en sautoir. |
| Blason à dessiner | Détails | Le statut officiel du blason reste à déterminer. |

| Blason de Varesnes | Blason  | D’or à la fasce de sable accompagnée de trois trèfles de sinople. |
| Blason de Varesnes | Détails | Le statut officiel du blason reste à déterminer.                  |

| Blason de Vaudancourt | Blason  | Écartelé au 1) de sable à l’église du lieu d’argent ajourée du champ, au 2) de gueules à la tête humaine au poil levé d’or, au 3) fuselé de gueules et d’argent, au 4) d’or aux trois fasces de sable. |
| Blason de Vaudancourt | Détails | Conflit héraldique : au 2), la tête n'a pas les cheveux levés. Le statut officiel du blason reste à déterminer.                                                                                        |

| Blason de Venette | Blason  | Parti: au premier coupé au 1 d’azur au livre au naturel surmonté de deux étoiles de sable et au 2 d’argent au moulin à vent d’azur, au second de gueules à la fasce ondée d’argent, accompagnée en chef d'une ancre d’or et en pointe d'une palme du même posée en barre. |
| Blason de Venette | Détails | * Il y a là non-respect de la règle de contrariété des couleurs : ces armes sont fautives (sable sur azur). Le statut officiel du blason reste à déterminer. |

| Blason de Verberie | Blason  | D'azur à la tour donjonnée d'argent, maçonnée et ajourée de sable, accompagnée de cinq fleurs de lys d'or ordonnées 2, 2 et 1. (Croix de guerre 1914-1918) |
| Blason de Verberie | Détails | Le statut officiel du blason reste à déterminer. |

| Blason de Verderonne | Blason  | Écartelé: au 1er de gueules à trois roses d'argent, au 2e d'or à la fasce d'azur, au 3e d'azur au casque d'or taré de profil, au 4e de gueules à la croix ancrée de vair; sur le tout, d'azur au sautoir d'or cantonné de quatre billettes du même . |
| Blason de Verderonne | Détails | Le statut officiel du blason reste à déterminer. |

| Blason de Verneuil-en-Halatte | Blason  | D'azur aux trois fleurs de lys d'or accompagnées, en abîme, d'un bâton péri de gueules en barre.                                                               |
| Blason de Verneuil-en-Halatte | Détails | * Il y a là non-respect de la règle de contrariété des couleurs : ces armes sont fautives (gueules sur azur). Le statut officiel du blason reste à déterminer. |

| Blason de Ver-sur-Launette | Blason  | De sinople au chevron renversé d'argent accompagné en chef d'une volute de crosse d'or ; à la champagne ondée d'azur brochante et chargée d'un aulne arraché d'or. |
| Blason de Ver-sur-Launette | Détails | Adopté le 14 juin 2022. |

| Blason de Viefvillers | Blason  | Écartelé : au 1er d'azur à un moulin à vent d'or, au 2e d'argent à une charrue de gueules, au 3e d'argent à une volute de crosse d'or, au 4e d'azur à une fleur de lys d'or. |
| Blason de Viefvillers | Détails | Sur le site de la commune, 2024 |

| Blason de Vieux-Moulin | Blason  | Coupé : au premier de sinople à la roue de moulin d'or accompagnée, aux cantons, de deux fleurs de lys du même, au second d'argent aux trois fasces ondées d'azur. (Croix de guerre 1914-1918) |
| Blason de Vieux-Moulin | Détails | Le statut officiel du blason reste à déterminer. |

| Blason de Villers-Saint-Barthélemy | Blason  | D'azur à l'épée basse d'argent accostée de deux gerbes de blé d'or; au chef cousu de gueules à la croix d'or. |
| Blason de Villers-Saint-Barthélemy | Détails | Le statut officiel du blason reste à déterminer.                                                              |

| Blason de Villers-Saint-Genest | Blason  | D'azur à une salamandre couronnée d'or, la tête contournée et vomissant des flammes du même, accompagnée en pointe de deux épis de blé, ployés, et empoignés d'or ; au chef d'argent chargé d'une grenouille de sinople accostée de deux canards colverts essorants, adossés au naturel. |
| Blason de Villers-Saint-Genest | Détails | Adopté en janvier 2022. |

| Blason de Villers-Saint-Sépulcre | Blason  | D'or à une croix de gueules, au chef d'azur.     |
| Blason de Villers-Saint-Sépulcre | Détails | Le statut officiel du blason reste à déterminer. |

| Blason de Villers-Saint-Paul | Blason  | D'argent à la bande de sable chargée de trois fleurs de lys d'or. |
| Blason de Villers-Saint-Paul | Détails | Le statut officiel du blason reste à déterminer.                  |

| Blason de Villers-sous-Saint-Leu | Blason  | D’azur au sautoir d’argent cantonné de quatre fleurs de lys du même. |
| Blason de Villers-sous-Saint-Leu | Détails | Le statut officiel du blason reste à déterminer.                     |

| Blason de Villers-sur-Trie | Blason  | D’argent à la croix pattée de gueules surmontée de deux quintefeuilles du même rangées en chef, à la bordure de sinople. |
| Blason de Villers-sur-Trie | Détails | Le statut officiel du blason reste à déterminer.                                                                         |

Pas d'information pour les communes suivantes : Valescourt, Vandélicourt, Varinfroy, Vauchelles, Vauciennes (Oise), Le Vaumain, Vaumoise, Le Vauroux, Velennes (Oise), Vendeuil-Caply, Verderel-lès-Sauqueuse, Versigny (Oise), Vez, Vignemont, Ville (Oise), Villembray, Villeneuve-les-Sablons, La Villeneuve-sous-Thury, Villeneuve-sur-Verberie, Villers-Saint-Frambourg, Villers-sur-Auchy, Villers-sur-Bonnières, Villers-sur-Coudun, Villers-Vermont, Villers-Vicomte, Villeselve, Villotran, Vineuil-Saint-Firmin, Vrocourt

## W
| Blason de Wacquemoulin | Blason  | Coupé ondé : au 1er parti au I d'argent à trois lionceaux de gueules, au II de sinople à saint Christophe d'or, au 2d d'azur à une roue de moulin d'or adextrée d'un épi de blé et senestrée d'un roseau à massette, tous deux tigés et feuillés du même. |
| Blason de Wacquemoulin | Détails | Création Jean-François Binon, adoptée en janvier 2021. |

| Blason de Warluis | Blason  | Écartelé : au 1er d'azur à la fleur de lys d'or soutenue de l'inscription « PAX » en lettres capitales de sable, au 2e de sable à trois fasces d'argent chargées chacune de trois merlettes de sable, au 3e de gueules à trois ombres de fleurs de lys de sable, au 4e d'argent à la croisette pattée de gueules accompagnée de trois maillets de sinople. |
| Blason de Warluis | Détails | * Il y a là non-respect de la règle de contrariété des couleurs : ces armes sont fautives (sable sur azur). Adopté par la municipalité. |

| Blason de Wavignies | Blason  | D'argent au filet de pêche de sable posé en fasce, accompagné de sept merlettes du même, quatre rangées en chef et trois en pointe . |
| Blason de Wavignies | Détails | Le filet pourrait être la représentation graphique de l'émail de sable. Adopté par la municipalité.                                  |

Pas d'information pour les communes suivantes : Wambez, Welles-Pérennes